# Vina
Vina je odpovědnost člověka za ublížení například ( trestný čin ), ( hřích ) nebo jiné porušení práva. Může mu být přičtena zvenčí (policií, soudem), anebo si ji přičítá sám. Podle toho lze rozlišit:
- vinu právní (zavinění), která má být potrestána;
- vinu mravní, s níž se viník musí vyrovnávat sám, například snahou o nápravu, o odškodnění, případně odpuštění;
- pocit viny, tj. nepřiměřené sebeobviňování, dané určitou výchovou.

O významu pojmu viny svědčí i množství literárních děl a filmů, které se jí věnují.

## Vina, zavinění a viník
Představa viny spojuje představu závazku, dluhu a povinnosti, jež vznikla nějakou újmou, poškozením druhého nebo druhých (např. německé die Schuld znamená jak dluh, tak vinu), a představu původce či příčiny (např. řecké aitia znamená vinu i příčinu), česky provinilého či viníka. Znamená, že někdo má odpovědnost za to, co způsobil druhému, co zavinil, anebo i čemu jen nezabránil, ačkoli zabránit mohl.
V málo individualizovaných společnostech se vina přičítala jak vlastnímu původci, tak i celé jeho rodině či skupině (kolektivní vina). Odtud pochází rodová pomsta (krevní msta), trestné výpravy apod. S postupem individualizace se tento přístup opouští a nahrazuje zásadou, že každý odpovídá jen za to, co sám způsobil. To platí zejména v právu, které může trestat jen určitou osobu, nicméně zná i odpovědnost za újmu, způsobenou nezletilými dětmi, a tzv. nedbalostní činy, tj. právní odpovědnost za újmu, způsobenou zanedbáním, případně jeho zvířaty nebo věcmi.
Právní vinu charakterizuje to, že se podezřelému resp. obviněnému prokazuje zvenčí, předepsaným důkazním postupem s právem na obhajobu atd. Jeho vlastní doznání může být podpůrným důkazem, případně polehčující okolností. Toto vnější dokazování viny ale nestačí. Podle Platónova Prótagory sám Zeus vydal zákon, „že ten, kdo není schopen mít podíl na studu a spravedlnosti, má být vymýcen jako nákaza obce“. I současná společnost musí předpokládat, že její občané jsou „příčetní“, čili si své činy přičítají a hodnotí také sami – například tam, kde vnější prokázání a soudní trest nejsou možné. Podle I. Kanta je příčetnost nezbytnou podmínkou lidské svobody ve společnosti, která právě přisouzením viny a trestem tuto svobodu uznává.

## Jaspersova Otázka viny
Otázka viny v širším smyslu slova se naléhavě vynořila po druhé světové válce, když se ukázalo, že právní postižení nacistických zločinců je velmi obtížné a přitom nedostatečné. V knize „Otázka viny“ (Die Schuldfrage, 1946) německý filosof a psycholog Karl Jaspers rozlišil čtyři různé roviny, kde se otázka viny klade: rovinu kriminální, politickou, morální a metafysickou. Přisouzení a potrestání kriminální viny je věcí soudů, tím však není otázka viny ani zdaleka vyčerpána.
Morální vina je podle Jasperse individulání zavinění vůči jednotlivcům i skupinám, s nímž se každý musí vyrovnat ve svém svědomí. Přitom odpustit mu může pouze ten, komu se křivda stala. Politická vina spočívá v tom, že Němci nedokázali zabránit nástupu nacistů, Hitlerovu uchopení moci ani zločinům, které pak jeho režim napáchal.[zdroj⁠?!] Ačkoli Jaspers sám byl osobně pronásledován, vytýká svým spoluobčanům i sobě, že „jsme nešli do ulic ani nekřičeli až do zničení“, když byli Židé odváženi do koncentračních táborů. Naše vina spočívá v tom, „že jsme zůstali naživu“. Vina není pouze ve vztahu k poškozeným a zavražděným jednotlivcům, protože nacismus a válka těžce poznamenaly všechny evropské i mimoevropské společnosti, ohrozily celé lidstvo a toto zavinění nelze podle Jasperse označit jinak, než jako vinu vůči Bohu: je to vina metafysická, vina před Bohem jako Stvořitelem.
Podobné otázky se vynořují i po pádu komunistických režimů v roce 1989 a americký právní teoretik Lon L. Fuller na fiktivním příkladě režimu „purpurových košil“ ukazuje nesnáze, na něž v takovém případě právo naráží.